# 李叔正
李叔正（1319年—1382年），字克正，初名宗頤，江西靖安人。
其十二歲就善於寫詩，時稱江西十大才子之一。后因推薦授任國子監學正。洪武初年，辭職。后不久再次被推薦為學正，后升任渭南丞。當時同州、蒲城兩地爭地界，累年未得解決，而當時行省派遣李叔正去處理。李叔正單騎而至，解決糾紛。當時渭南每年交粮赋二万石，田无定额。他按新亩数重定赋税，由于立法精密，诸弊尽剔。此後升任興化知縣，后以礼部侍郎召回。后李叔正告老還鄉，后不被批准，改任國子助教。當時國子監中諸位學生多出自豪門，李在国子监严立教规，旦夕督导。朝廷紛紛贊許其賢才。后升任監察御史，奉命巡視岭南，當時琼州府吏誣告知府，后李叔正經過調查，發現與事實不符，於是將誣告事宜具奏朝廷，后使知府伸冤，得到明太祖朱元璋的贊許。后升任禮部侍郎。洪武十四年，升任禮部尚書，在任上去世。
李叔正有妻夏氏，當時陳友諒攻陷南昌時，夏氏投井自殺。李叔正之後再未娶妻。